# Andrés Sotomayor Mardones
Rafael Andrés Sotomayor Mardones (Santiago, 25 de julio de 1943 - ibíd, 6 de abril de 2014) fue un empresario y político chileno, miembro de Renovación Nacional (RN). Desde 1990 hasta 1994 ejerció como diputado de la República por el distrito N.° 18 de la Región Metropolitana.

## Biografía
Nació el 25 de julio de 1943. Fue hijo de Raúl Emilio Sotomayor Moreno y María Elena Mardones Restat. Estuvo casado con Carmen Díaz del Río, matrimonio que tuvo cinco hijos.
Los estudios secundarios los realizó en el Colegio Notre Dame.

### Vida laboral
En su juventud fue dirigente del movimiento scout. También, fue presidente de la Asociación de Canalistas Las Casas de Pudahuel y dirigente del club de huasos del distrito, dedicándose arduamente a cumplir los objetivos de estas organizaciones.
Entre otras actividades, debido a su afición por los deportes náuticos, cumplió funciones relacionadas con este ámbito. Por esto, fue director y, luego, presidente del Club de Yates de Higuerillas por más de quince años. Durante esos años participó en innumerables regatas a nivel profesional, capitaneando su embarcación Araucana. Además, se dedicó a la construcción naval, llegando a ser dueño de un astillero.
Posteriormente, se dedicó a la agricultura como empresario maderero y exportador, además de productor lechero.

### Trayectoria política
En noviembre de 1989 fue elegido diputado por el distrito N.° 18, correspondiente a las comunas de Cerro Navia, Quinta Normal y Lo Prado (Región Metropolitana), representando al Partido Renovación Nacional (RN). Integró la Comisión de Vivienda y Desarrollo Urbano.
En las elecciones de noviembre de 1993 buscó la reelección, no resultando reelecto.
Falleció en Santiago, el 6 de abril de 2014, a la edad de 70 años.

## Historial electoral

### Elecciones parlamentarias de 1989
- Elecciones parlamentarias de 1989, por el Distrito 18 (Cerro Navia, Lo Prado y Quinta Normal), Región Metropolitana[2]

### Elecciones parlamentarias de 1993
- Elecciones Parlamentarias de 1993 a Diputado por el Distrito 18 (Cerro Navia, Lo Prado y Quinta Normal)[3]